# Колармеле
Колармѐле (на италиански: Collarmele) е село и община в Южна Италия, провинция Акуила, регион Абруцо. Разположено е на 835 m надморска височина. Населението на общината е 906 души (към 2014 г.).